# Direcția Generală de Informații a Apărării
Direcția Generală de Informații a Apărării (DGIA) este serviciul de informații al Armatei Române. A fost înființată la 1 iulie 1999. Direcția Generală de Informații a Apărării este compusă din Direcția de Informații Militare și Direcția Contrainformații și Securitate Militară (DCSM) . În cadrul Direcției de Informații Militare se găsește și Brigada de Informații Militare „Alexandru Averescu” . 

## Atribuții
Atribuțiile DGIA sunt:
- obținerea, prelucrarea, verificarea, stocarea și valorificarea informațiilor și datelor referitoare la factorii de risc și amenințările interne și externe, militare și non-militare, care pot afecta securitatea națională în domeniul militar.
- aplicarea măsurilor contrainformative și cooperarea atât cu serviciile/structurile departamentale naționale și de informații, cât și cu cele ale statelor membre ale alianțelor, coalițiilor și organizațiilor internaționale la care România este parte și asigură securitatea informațiilor clasificate naționale, NATO și UE la nivelul MApN.

## Organizare

### Direcția Contrainformații și Securitate Militară
După Revoluția din 1989,  Direcția Contraspionaj a MApN a fost desființată prin ordinul ministrului apărării naționale M41/1990. Structura a cunoscut un amplu proces de transformare și și-a schimbat denumirea, concomitent cu lărgirea atribuțiilor funcționale, în Direcția Protecție și Siguranță Militară (1997), Direcția Siguranță Militară (2001) și Direcția Contrainformații și Securitate Militară (2006), denumire sub care funcționează și în prezent . Deviza direcțtiei este Nefas Est Nocere Patriae .

### Brigada de Informații Militare „Alexandru Averescu”
Brigada de Informații Militare „Alexandru Averescu”, aflată în subordinea DGIA, a fost înființată în septembrie 2010. 
Comandamentul brigăzii funcționează la Buzău și coordonează cele trei batalioane de informații ale Armatei Romane, destinate culegerii de informații din surse umane (HUMINT – HUman INTelligence), din imagini (IMINT – IMagery INTelligence) și din comunicațiile radio (SIGINT – SIGnals INTelligence).
Militarii români din Brigada de Informații sunt pregătiți cu ajutorul unor instructori din SUA, Marea Britanie, Turcia și Israel. Unii dintre militarii Brigăzii au participat la misiuni în Afganistan și Irak.
Serviciile secrete ale armatei au primit unda verde pentru înființarea Brigăzii de Informații Militare de la directorul Comunității de Informații a Statelor Unite ale Americii (DNI).
Șefii BIM:
- Lucian Ivanov: ianuarie 2014 - iulie 2016 [8]
- Lucian Foca: 2010 - ianuarie 2014 [9][10][11]